# Potônske Lúky
Potônske Lúky (maďarsky Patonyrét) jsou obec v okrese Dunajská Streda na Slovensku. Leží na Žitném ostrově, části slovenské Podunajské nížiny, na pravém břehu Malého Dunaje.

## Historie
Obec vznikla 1. ledna 2003 vyčleněním z obce Horná Potôň; do té doby se jmenovala Horná Potôň – Lúky. Historie Potônských Lúk je proto do značné míry totožná s historií obce Horná Potôň. Při sčítání lidu v roce 2011 žilo v Potônských Lúkách 263 obyvatel, z toho 196 Maďarů, 61 Slováků a tři Češi; jeden obyvatel uvedl jinou etnickou příslušnost a dva obyvatelé nepodali žádné informace.